# 쓰보우치 슈스케
쓰보우치 슈스케(일본어: 坪内 秀介, 1983년 5월 5일 ~ )는 일본의 전 축구 선수이다.

## 구단 경력
그는 2002년부터 2018년까지 J리그의 비셀 고베, 콘사돌레 삿포로, 오이타 트리니타, 오미야 아르디자, 알비렉스 니가타, 주빌로 이와타, 더스파구사쓰 군마에서 활동하였다.